# Modrovka
Modrovka es un municipio del distrito de Nové Mesto nad Váhom en la región de Trenčín, Eslovaquia, con una población estimada a final del año 2024 de 228 habitantes.
Se encuentra ubicado al oeste de la región, cerca del río Váh (cuenca hidrográfica del Danubio) y de la frontera con la región de Trnava y la República Checa.

## Demografía
| Año        | 1994 | 2004    | 2014    | 2024     |
| ---------- | ---- | ------- | ------- | -------- |
| Población  | 238  | 224     | 203     | 228      |
| Diferencia |      | −5,88 % | −9,37 % | +12,31 % |

| Año        | 2023 | 2024    |
| ---------- | ---- | ------- |
| Población  | 224  | 228     |
| Diferencia |      | +1,78 % |